# Негой Федір Федорович
Фе́дір Фе́дорович Него́й (нар. 9 березня 1958, Татарбунари, Одеська область) — український політик. Народний депутат України VII та VIII скликань.

## Освіта
У 1976 році закінчив Татарбунарську середню школу. З 1976 по 1979 рік проходив військову строкову службу в Північному Військово-морському флоті. У 1980 році вступив до Одеського інженерно-будівельного інституту. У 1985 році закінчив інститут за спеціальністю «інженер-будівельник».

## Кар'єра
Після закінчення школи працював штукатуром на Татарбунарській шляхобудівній ділянці, з 1979 року — бетонником.
З 1985 року по 1988 рік працював інженером-будівельником у Радгоспі-заводі ім. Фрунзе, с. Великі Копані Цюрупинського району Херсонської області.
З 1989 року — приватний підприємець.
У 1995 році організував гуртовий сільськогосподарський ринок у с. Великі Копані Цюрупинського району Херсонської області. Засновник багатопрофільної виробничої фірми «Нежданна». Генеральний директор фірми «Нежданна».

## Політична діяльність
З 1995 року по 2000 рік — депутат Великокопанівської сільської ради. Обирався членом виконкому.
З 2011 очолює Херсонську обласну громадську організацію «Асоціація сільськогосподарських виробників Таврії»
З 12 грудня 2012 — народний депутат України 7-го скликання від одномандатного округу № 186. Безпартійний. Переміг з результатом 30,52 % голосів. У Верховній Раді вступив до фракції «УДАР» та став головою підкомітету з питань харчової промисловості та торгівлі агропромисловими товарами Комітету з питань аграрної політики та земельних відносин.
У грудні 2012 року народний депутат потрапив у центр скандалу. Відповідаючи на запитання херсонських журналістів, заявив, що кавказці, які торгують на ринках, — «ракова пухлина нашої держави».
«Ви подивіться, у нас на ринках торгують азербайджанці, грузини — це ракова пухлина нашої держави. Росія їх вигнала, вони пригрілися у нас на Україні», — розповів Ф.Негой [1].
На позачергових парламентських виборах Федір Негой здобув переконливу перемогу над провладним кандидатом Віталієм Поповим.
4 грудня 2014 року Федір Негой ініціював першу бійку у Верховній Раді VIII скликання, штовхнувши сотника Парасюка [2].

## Парламентська діяльність
Був одним з 59 депутатів, що підписали подання, на підставі якого Конституційний суд України скасував статтю Кримінального колексу України про незаконне збагачення, що зобов'язувала держслужбовців давати пояснення про джерела їх доходів і доходів членів їх сімей. Кримінальну відповідальність за незаконне збагачення в Україні запровадили у 2015 році. Це було однією з вимог ЄС на виконання Плану дій з візової лібералізації, а також одним із зобов'язань України перед МВФ, закріпленим меморандумом.

## Сім'я
Одружений. Дружина Наталія Іллівна (1963). Має двох доньок, Тетяну (1985) та Неждану (1990). Є онук.